# ガールズシンフォニー 〜少女交響詩〜
『ガールズシンフォニー 〜少女交響詩〜』（ガールズシンフォニー しょうじょこうきょうし）は、YourGamesが開発し、EXNOA（2020年3月まではDMM GAMES）より配信されていたブラウザゲーム。2017年2月14日にサービス開始。基本プレイ無料（アイテム課金制）。性的描写が入る『X指定版』と『全年齢版』の2種があり、セーブデータを共有している。略称は『ガルシン』。
2017年9月29日より運営会社の移管やリニューアルを理由とした長期メンテナンスに入っていたが、2019年12月5日より『ガールズシンフォニー：Ec 〜新世界少女組曲〜』（ガールズシンフォニー アンコール しんせかいしょうじょくみきょく）に改題してサービスを再開。再開に際し、開発及び運営がYour GamesからDMM.com OVERRIDEに変更。リニューアル後はスマートフォン（iOS / Android）でのプレイにも対応する。
2021年7月29日をもってサービスを終了した。

## 概要
音楽が強大な力を持ち、さまざまな奇跡を起こす世界「ハルモニア」を舞台に、楽器を擬人化した音精（ニュムパ）というキャラクターと、著名な作曲家を女性化した演奏家（パフォーマー）というキャラクターを指揮して戦うファンタジーRPG。プレイヤーは指揮者（コンダクター）となり、音精や演奏家で構成されたコンバットオーケストラと呼ばれる楽団を率いて、音楽魔術を独占しようとする文明ギルドと呼ばれる一団と戦闘を行う。キャラクターのグラフィックにはLive2Dが採用されている。X指定版にはシナリオ中にセックスなどの性的表現を伴うシーンがあるが、全年齢版ではそのままスキップされる。
ゲームの更新情報やPRは、ヴィエンナ音楽院理事長代理を務めるファリス・メンデルスゾーンが担当する。

## 開発
本作のシナリオやセッティングは『PSYCHO-PASS サイコパス』で知られる作家の深見真が担当し、リニューアル版である『ガールズシンフォニー：Ec 〜新世界少女組曲〜』（以下：『Ec』）でも引き続き担当した。

### 開発（『Ec』）
DMM.com OVERRIDEの代表で、本作のプロデューサーである梨木勇介は、『ガルシン』に奥行きが足りないことに気づき、キャラクターやセッティングを保ったまま、システムを作り直すことを決意した。
リニューアルにおいては、戦闘システムが大きく作り替えられており、『ガルシン』ではターン制のローテーションバトルだったのに対し、『Ec』ではリアルアイム制に変更された。
『Ec』ではオートバトルが導入されたほか、キャラクターの動きが立ち位置や武器によって変わる仕組みが導入された。
また、メインクエストは誰でもクリアできるような難易度に設定された一方、高難易度クエスト「ディソナンシア」が用意された。
また、前作ユーザーでも楽しめるようデータの引継ぎに対応したほか、1日1回限定の「虹のレリクス」が用意された。

## 内容
『Ec』では「楽団」と呼ばれるパーティーを組み、戦闘に臨む。「楽団」では、前衛の「コンバット」（自ユニット最大5人+フレンドユニット1人）と後衛の「オーケストラ」（最大6人）の計12人で構成される。

## 用語
ハルモニア
音楽が魔法としての力を持つ音楽世界。
音楽家（パフォーマー）
著名な作曲家や演奏家など、音楽家を女性化したキャラクター。
音精（ニュムパ）
古今東西の楽器が音楽の女神の祝福を受け、擬人化したキャラクター。
文明ギルド
本作における敵対勢力で、音楽魔法の力を独占し、科学技術を駆使して世界征服を企てる。音楽院を各地で次々と壊滅させ、目的のためならば音楽家や音精のみならず、音楽を楽しむ一般人の命さえも当たり前のように奪う残虐で非道な組織。

## コラボレーション
- FLOWER KNIGHT GIRL - コラボレーションを実施。